# شعر نوگرا
شعر نوگرا (انگلیسی: Modernist poetry) یا شعر مدرن به شعرهای نگاشته شده، به‌خصوص در اروپا و آمریکای شمالی، در خلال سال‌های ۱۸۹۰ تا ۱۹۵۰ میلادی در سنت ادبی مدرن اشاره دارد. البته زمان این دوره به چند عامل بستگی دارد از جمله ملیت منشا آن، مکتب مورد نظر و تمایلات منتقدی که آن را تعیین می‌کند. سی. اچ. سیسن، شاعر و منتقد، در مقاله خود با عنوان شعر و صداقت می‌گوید: «نوگرایی، زمان درازی در جریان بوده است. چنین نیست که در حافظه زنده، روزی بوده باشد که نویسندگان جوان و جویای شکستن سنت‌ها و بت‌ها، سربرنیاورند.»
با وجود این‌که اغلب گفته می‌شود نوگرایی در شعر با جنبش نمادگرایی فرانسوی آغاز شده و جبراً با آغاز جنگ جهانی دوم به پایان رسیده، اما زمان آغاز و پایان این دوره، قراردادی است. شاعرانی چون ویلیام باتلر ییتس (۱۹۳۹-۱۸۶۵) و راینر ماریا ریلکه (۱۹۲۶-۱۸۷۵) در مسیری پسارمانتیک و نمادگرایانه قدم برداشتند و سپس، لهجه شعری خود را بر اساس تحولات سیاسی و ادبی، مدرن کردند. تصویرگرایی ثابت کرد رادیکال و مهم است و نقطه عزیمت تازه‌ای برای شعر ایجاد کرد. نوگرایی در شعر در نظر برخی از آثار توماس هاردی، عزرا پاوند، تی. اس. الیوت، ویلیام باتلر ییتس، ویلیام کارلوس ویلیامز و والاس استیونز آغاز شده‌است. شاعران انگلیسی‌زبانی مانند الیوت، پاوند، بازیل بانتینگ (که از ابتدا مدرنیست بود)، استیونز و ای. ای. کامینگز، پس از جنگ نیز به مسیر شعری پیشین خود، ادامه دادند و آثاری نوگرایانه خلق کردند. 